# Herbert Houben
Herbert Houben (Genk, 21 oktober 1971) is een Belgische notaris en voetbalbestuurder. Hij was van oktober 2009 tot 1 juni 2017 voorzitter van KRC Genk.

## Biografie
Herbert Houben was in zijn jeugd een supporter van KFC Winterslag. Hij voetbalde zelf tot zijn 17e voor het bescheiden Genk VV en was in zijn vrije tijd ook actief als diskjockey. Hij studeerde in Brussel en Leuven rechtsgeleerdheid en werd in 2002 officieel benoemd als notaris. In 2003 nam hij de praktijk van Remi Fagard over. Fagard was in de jaren 90 ook voorzitter van Racing Genk.
In 2009 werd Houben aangeduid als voorzitter van de raad van bestuur van Genk. Hij volgde in die functie Jos Vaessen op. Toen in oktober 2009 Harry Lemmens opstapte, werd Houben benoemd tot nieuwe voorzitter van de club. Twee jaar later werd Genk voor de derde keer in de geschiedenis kampioen. Op 1 juni 2017 werd hij als voorzitter opgevolgd door Peter Croonen.

## Familie
Houben is de zoon van Hilde Houben-Bertrand, CD&V-politica en voormalig gouverneur van de provincie Limburg. Zijn grootvader Alfred Bertrand (CVP) was in de jaren 60 minister van Verkeerswezen en Volksgezondheid.